# Char Aina

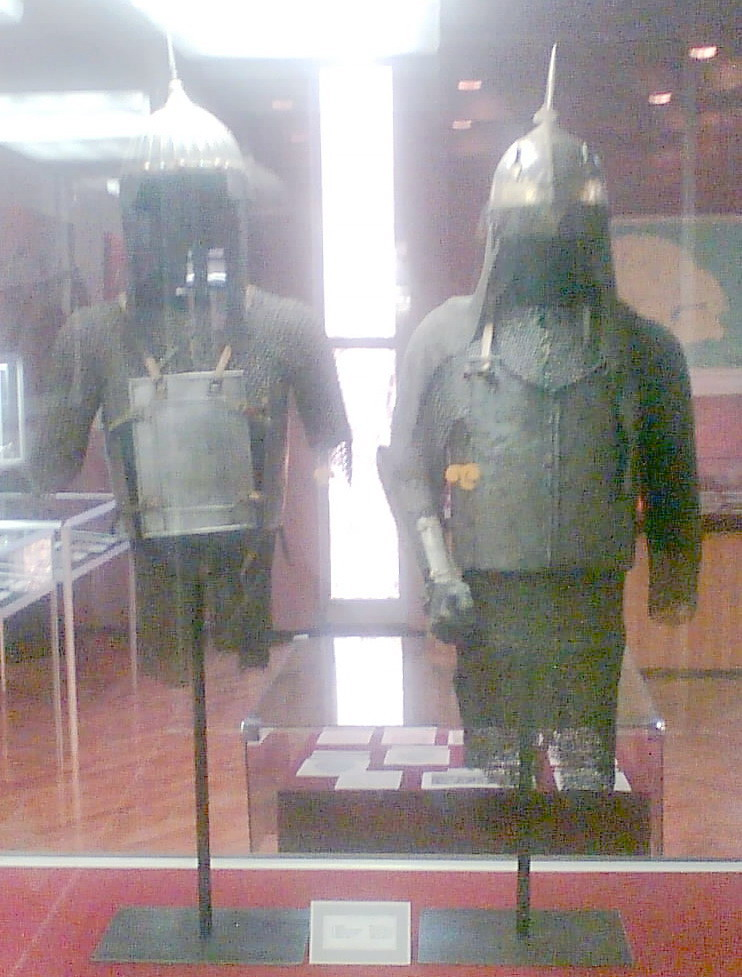
Central Asian Char Aina

Die Char-Aina (Persische Schrift: چهاﺮآﻳنه (wobei „آﻳنه“ für Spiegel und „چهاﺮ“ für vier steht), persisch, indisch „vier Spiegel“) ist eine Rüstung aus Indien, Persien und Nepal.

## Beschreibung
Die Char-Aina ist aus Stahl und Messing und besteht aus vier dem Körper nur wenig angepassten Platten. Die Platten sind ein Vorder- und ein Rückenteil sowie je eine Platte für die linke und rechte Körperseite. An beiden Seitenpanzern sind Ausschnitte für die Achseln angebracht. Die Stahlplatten, aus denen die Einzelteile bestehen, sind mit einem Rand aus verziertem Messing eingefasst. Die Platten werden untereinander mit Hilfe von Lederbändern und Schnallen oder mittels Scharnieren mit lösbaren Stiften befestigt. Es gibt auch Exemplare, bei denen die Brustplatte durch ein fünftes Scharnier geteilt ist und wie eine Weste geöffnet wird. Zwei breite Lederriemen dienen als Tragegurt auf den Schultern. Die Platten wurden über ein Kettenhemd getragen oder sie wurden direkt in die Kettenrüstung integriert. Bei manchen Exemplaren stoßen die Plattenkanten an, sie überlappen sich aber nicht, bei anderen Exemplaren sind die Platten schmäler und so wird das Kettenhemd darunter sichtbar. In der Regel sind die Plattenkanten abgerundet. Polsterung wurde an die Innenseite geklebt oder genäht.
Es gibt diese Panzerart in verschiedenen Versionen, die in Verarbeitung und Verzierung variieren.

## Nepalesische Char-Aina

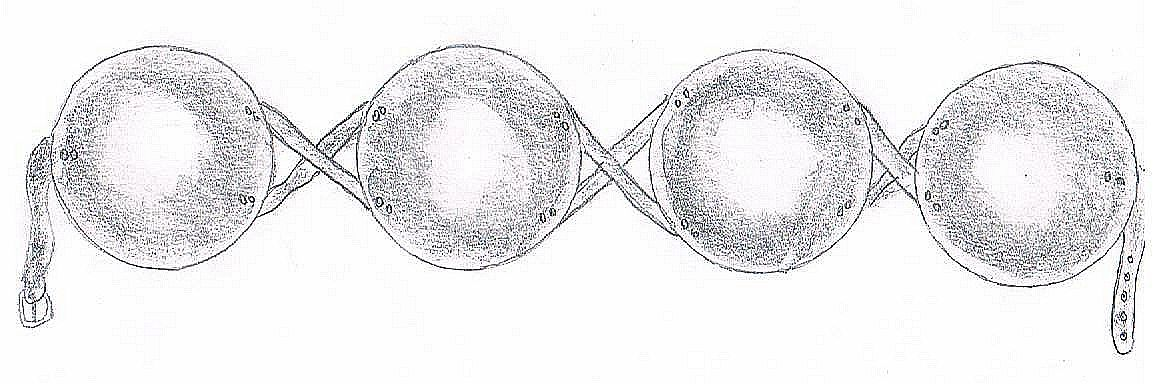
Nepalesische Char-Aina

Eine Version, die sich auch in der Form unterscheidet, ist die Nepalesische Char-Aina, aus runden Platten bestehend, die nicht mit Messing eingefasst sind. Die Bestandteile dieser Char-Aina werden ebenfalls mit Lederbändern verbunden. Diese sind jedoch zwischen den Platten kreuzweise angeordnet.
Die Char-Aina war in ganz Indien und Persien verbreitet und wurde meist mit dazugehörigen Armschienen (Bazu Band), sowie Beinschienen, Kettenpanzern und einem Helm (Kulah Khud) getragen.